# WWE 24/7
WWE24/7は、アメリカのプロレス団体WWEが保有する75,000時間に及ぶ映像ライブラリーをビデオオンデマンドで配信するコンテンツ。
同社が保有する映像コンテンツは、WWEをはじめ、ECW、AWA、NWA、WCWなどに及ぶという。 国内外のTV放送やPPVで放送された名勝負や秘蔵映像集をさす。
日本ではplala.TVの4th MEDIA（現：ひかりTV）で視聴ができたが、現在はサービスが終了している。アメリカではデジタルケーブルでサービス提供されている。
現在はWWEネットワークに引き継がれている。

## プログラム
WWE24/7は、以下のプログラムから構成される。
- Hall of Fame（ホールオブフェーム）
- Big Ones（PPV映像集）
- Specials（DVDなど特定の選手にフォーカスを当てた特集）
- ECW（エクストリームチャンピオンレスリング）
- Prime Time（Monday Nitro、Raw is War、Saturday Night Live, Price Timeなど）
- Shorties（短編映像集）
- Old School（オールドスクール）